# Kastanjenackad yuhina
Kastanjenackad yuhina (Yuhina torqueola) är en asiatisk fågel i familjen glasögonfåglar inom ordningen tättingar. Den förekommer i södra Kina, norra Thailand och Indokina.

## Utseende och läte
Kastanjenackad yuhina är en 13–15 cm lång typisk yuhina med kort grå tofs tydligt avgränsad från den vitstreckade kastanjebruna nacken. På huvudet syns även mörkbruna örontäckare. Stjärten är kraftigt avsmalnad med brett vitspetsade yttre stjärtpennor. Sången beskrivs i engelsk litteratur som ett högljutt "tu’whi" eller "t’whi". Bland lätena hörs ihållande ljudliga tjattranden.

## Utbredning och systematik
Fågeln förekommer i södra och sydöstra Kina (sydcentrala Sichuan och centrala Yunnan österut till västra Hubei och Zhejiang, söderut till södra Guangxi och Hong Kong), norra Thailand, Laos och Vietnam (Tonkin samt norra och centrala Annam). Den behandlas ibland som underart till brunnackad yuhina (Y. castaniceps).

### Släktskap
Yuhinorna behandlades tidigare som en del av familjen timalior, men är närmare släkt med glasögonfåglarna och förs numera till den familjen. Traditionellt placeras yuhinorna i släktet Yuhina, men DNA-studier från 2018 visar att de inte är varandras närmaste släktingar. Istället formar de tre grupper som successivt är släkt med resten av familjen glasögonfåglar. Det medför att kastanjenackad yuhina med släktingar behöver flyttas till ett nytt släkte, där Staphida har prioritet.

## Levnadssätt
Kastanjenackad yuhina hittas i städsegrön lövskog eller ungskog på medelhög nivå ner till undervegetationen. Den är social och ses vanligen i stora grupper med 20–30 fåglar som snabbt och ljudligt rör sig genom träden, ofta tillsammans med andra arter. Födan består huvudsakligen av insekter, men den tar också frön och nektar.

### Häckning
Fågeln häckar från april till juni. I det djupt skålformade boet av mossa läggs två till fem ägg. Även i häckningen är yuhinan till viss del social, där det häckande paret har medhjälpare som assisterar.

## Status och hot
Arten har ett stort utbredningsområde, men tros minska i antal, dock inte tillräckligt kraftigt för att den ska betraktas som hotad. Internationella naturvårdsunionen IUCN listar arten som livskraftig (LC).